# Flag (James Taylor)
Flag è il decimo album in studio di James Taylor, pubblicato nell'aprile del 1979.

## Tracce
Brani composti da James Taylor, eccetto dove indicato.
Lato A
1. Company Man – 3:44
2. Johnnie Comes Back – 3:54
3. Day Tripper – 4:24 (John Lennon, Paul McCartney)
4. I Will Not Lie for You – 3:13
5. Brother Trucker – 4:01
6. Is That the Way You Look? – 1:56

Durata totale: 21:12
Lato B
1. B.S.U.R. (S.U.C.S.I.M.I.M.) – 3:20
2. Rainy Day Man – 2:59 (James Taylor, Zac Wiesner)
3. Millworker – 3:50
4. Up on the Roof – 4:21 (Gerry Goffin, Carole King)
5. Chanson Française – 2:02
6. Sleep Come Free Me – 4:42

Durata totale: 21:14

## Musicisti
Company Man
- James Taylor - chitarra acustica, voce, accompagnamento vocale
- Danny Kortchmar - chitarra elettrica
- Don Grolnick - pianoforte elettrico, clavinet
- Leland Sklar - basso
- Russell Kunkel - batteria
- Graham Nash - accompagnamento vocale

Johnnie Comes Back
- James Taylor - chitarra acustica, voce
- Danny Kortchmar - chitarra elettrica
- Waddy Wachtel - chitarra elettrica
- Ralph Schuckett - organo
- Don Grolnick - clavinet
- Leland Sklar - basso
- Russell Kunkel - batteria
- Steve Forman - tamburello, timbales

Day Tripper
- James Taylor - chitarra acustica, voce, accompagnamento vocale
- Danny Kortchmar - chitarra elettrica
- Don Grolnick - clavinet
- Leland Sklar - basso
- Russell Kunkel - batteria
- David Spinozza - arrangiamenti strumenti a corda, conduttore musicale

I Will Not Lie for You
- James Taylor - voce, accompagnamento vocale
- Danny Kortchmar - chitarra elettrica
- Waddy Wachtel - chitarra acustica
- Don Grolnick - organo
- David Sanborn - sassofoni
- Leland Sklar - basso
- Russell Kunkel - batteria
- Peter Asher - timbales

Brother Trucker
- James Taylor - chitarra acustica, voce, accompagnamento vocale
- Danny Kortchmar - chitarra elettrica
- Dan Dugmore - chitarra pedal steel
- Don Grolnick - pianoforte elettrico, clavinet, arp string ensemble
- Leland Sklar - basso
- Russell Kunkel - batteria
- Peter Asher - shaker
- Steve Forman - Mazda phone
- Alex Taylor - accompagnamento vocale

Is That the Way You Look?
- James Taylor - voce, accompagnamento vocale
- Leland Sklar - basso
- Russell Kunkel - batteria

B.S.U.R. (S.U.C.S.I.M.I.M.)
- James Taylor - chitarra acustica, voce
- Danny Kortchmar - chitarra elettrica
- Don Grolnick - pianoforte elettrico, voice organ
- Leland Sklar - basso
- Russell Kunkel - batteria
- Steve Forman - cowbells
- Peter Asher - accompagnamento vocale
- Carly Simon - accompagnamento vocale

Rainy Day Man
- James Taylor - chitarra acustica, voce
- Danny Kortchmar - chitarra elettrica
- Don Grolnick - pianoforte elettrico, horn organ
- Leland Sklar - basso
- Russell Kunkel - batteria
- Steve Forman - congas, water phone
- David Lasley - accompagnamento vocale
- Arnold McCuller - accompagnamento vocale

Millworker
- James Taylor - chitarra acustica, voce
- Don Grolnick - harmonium, pianoforte, shoe
- Louise Schulman - viola
- Jesse Levy - violoncello

Up on the Roof
- James Taylor - chitarra acustica, voce
- Danny Kortchmar - chitarra elettrica
- Waddy Wachtel - chitarra elettrica
- Leland Sklar - basso
- Russell Kunkel - batteria
- Arif Mardin - arrangiamenti strumenti a corda, conduttore musicale

Chanson Française
- James Taylor - chitarra acustica, voce
- Don Grolnick - pianoforte elettrico
- Leland Sklar - basso
- Russell Kunkel - batteria, congas

Sleep Come Free Me
- James Taylor - chitarra acustica, voce
- Danny Kortchmar - chitarra elettrica
- Don Grolnick - pianoforte elettrico, organo
- Leland Sklar - basso
- Russell Kunkel - batteria
- Sceriffo Larry Touquet - porta della cella[1]